# عبدالملک ابو
عبدالملک ابو (انگلیسی: Abdul-Malik Abu؛ زادهٔ ۱۶ سپتامبر ۱۹۹۵) بازیکن بسکتبال اهل ایالات متحده آمریکا است.